# Congkak

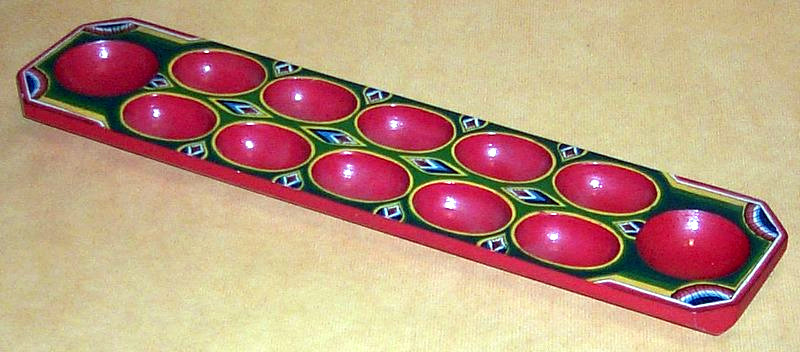
Congkak-Brett aus Malaysia

Congkak, vollständig Main Congkak (in Indonesien auch: Congklak; indon. für Kaurischnecke, auch Dakon), ist eine Mancala-Variante, die in Malaysia, Singapur und Indonesien verbreitet ist.
Dieses Spiel wird von zwei Spielern, meistens Frauen, gespielt. Außerhalb Asiens wurde Congkak erstmals 1894 von dem Ethnologen Stewart Culin beschrieben.
Zum Spielen wird ein längliches Holzbrett benutzt, Papan Congkak, auf dem sich zwei Reihen mit jeweils fünf bis neun kleinen Spielmulden befinden. Sie werden in Malaysia Lubang Kampung (dt.: "Dorf") oder Lubang Anak (dt.: "Kind") genannt. Am weitesten verbreitet sind Bretter mit zweimal sieben Spielmulden. Außerdem befindet sich an den beiden Enden jeweils eine große Speichermulde, Lubang Rumah (dt.: "Haus"), in denen die gefangenen Steine gesammelt werden. Jedem Spieler gehört die links von ihm liegende Speichermulde.
In jeder Spielmulde liegen zu Beginn der Partie so viele Spielsteine (meist Kaurimuscheln oder Tamarindensamen; in Malaysia Anak-anak Buah genannt), wie jede Reihe Spielmulden besitzt.
Es gewinnt, wer die meisten Steine fängt.

## Vergleich mit anderen Spielen
Congkak hat große Ähnlichkeit mit anderen Mancala-Varianten in Südasien, wie Naranj (Malediven), Dakon (Java), Sungka (Philippinen) und Tchonka (Marianen).
Das Spiel unterscheidet sich von dem in den USA und Europa bekannten Kalaha vor allem dadurch, dass der Zug fortgesetzt wird, wenn der letzte Stein in eine gefüllte Spielmulde fällt. Geschieht dies, wird der Inhalt dieser Mulde aufgenommen und weiterverteilt. Ein Zug endet erst, wenn der letzte Stein in eine leere Spielmulde gelegt wird. Weitere Unterschiede zu Kalaha sind, dass Congkak im Uhrzeigersinn gespielt und der erste Zug simultan ausgeführt wird. Dies soll den Anzugsvorteil ausgleichen.
Congkak unterscheidet sich von Sungka dadurch, dass Sungka gegen den Uhrzeigersinn gespielt wird und einen anderen kulturellen Hintergrund besitzt.